# Viktor Fajzulin
Viktor Igorevič Fajzulin (in russo Виктор Игоревич Файзулин?; Nachodka, 22 aprile 1986) è un ex calciatore russo, di ruolo centrocampista.

## Palmarès

### Club

#### Competizioni nazionali
- Campionato russo: 3

Zenit San Pietroburgo: 2010, 2011-2012, 2014-2015
- Supercoppa di Russia: 4

Zenit San Pietroburgo: 2008, 2011, 2015, 2016
- Coppa di Russia: 2

Zenit San Pietroburgo: 2009-2010, 2015-2016

#### Competizioni internazionali
- Coppa UEFA: 1

Zenit San Pietroburgo: 2007-2008
- Supercoppa UEFA: 1

Zenit San Pietroburgo: 2008